# Control (песня)
«Control» — песня, записанная американской певицей Джанет Джексон для её третьего студийного альбома Control (1986). Песня о Джанет, желающей наконец взять свою жизнь под контроль, написана Джексон и продюсерами Джимми Джемом и Терри Льюисом. «Control» была выпущена как четвёртый сингл с альбома 21 октября 1986 года на лейбле A&M.
В 1988 году песня получила награду Soul Train Music Awards за Лучшее R&B/Соул видео, на премию также были номинированы её брат Майкл Джексон, Уитни Хьюстон и Джоди Уотли.
Джексон исполняла песню во время большинства её гастрольных туров, в том числе Rhythm Nation 1814 Tour, The Velvet Rope Tour, All for You Tour, Rock Witchu Tour и Number Ones, Up Close and Personal.

## Коммерческий успех
Выпущенный в 1986 году сингл достиг 5-го места в американском чарте Billboard Hot 100, став её четвёртым топ-5 хитом в чарте подряд; песня также достигла вершины в чартах Hot R&B/Hip-Hop Songs и Hot Dance Club Play. Песня отразила основную мысль альбома, продемонстрировав женскую независимость. Сингл стал 37-м самым успешным синглом 1987 года в чарте Billboard Hot 100, 5-м — в Hot R&B/Hip-Hop Songs и 9-м самым продаваемым 12-дюймовым синглом года. В Великобритании песня осталась за пределами топ-40, достигая 42 позиции.

## Музыкальное видео
Музыкальное видео было снято Мэри Ламберт, которая ранее снимала для Джанет видео «Nasty». Видео показывает Джексон в роли молодой певицы, готовящейся к своему первому концерту. Героиня ругается со своими родителями из-за того, что она хочет съехать от них и жить самостоятельно. Отец против её планов. Когда он отказывается говорить на эту тему, она убегает из дома. У дороги её встречают Джимми Джэм и Терри Льюис, Джеллибин Джонсон и Джером Бентон. Они везут её в концертный зал, где она поет сингл «Control» и показывает, что хочет быть «той, кто имеет контроль над своей жизнью». Видеоверсия песни отличается от альбомной. Девятиминутное видео было представлено на iTunes Store 27 апреля 2007 года. Джанет Дюбуа, которая играла одну из главных ролей в сериале Good Times с Джексон в 1970-х, снялась в роли её матери в видео. Хореография для клипа поставлена Полой Абдул.
Выступление на концерте было снято в Grand Olympic Auditorium в Лос-Анджелесе. И Ламберт, и продюсер Шэрон Орек вспоминают видео как трудный опыт; в 2011 Орек сказала, что это был самый «худший кошмар» среди клипов, которые она продюсировала. Зрители, которым был сказано, что они увидят выступление Джанет Джексон, ожидали бесплатный концерт. «Вместо этого мы предоставили им 50 дублей с Джанет, поющей 'Control' под фонограмму», сказала Орек.
В то время Джанет Джексон уволила своего отца, Джо Джексона, с позиции её менеджера. Орек сказала, что он был очень зол и вымещал своё недовольство на других. Джо сказал Орек, что он не позволит Джанет сидеть на трапеции, на которой она опускалась на сцену, если её жизнь не будет застрахована на $1 миллион. Она рассказала об этом лейблу, где ей ответили: «Ничего не говори ему, но не говори ему нет, потому что мы не говорим нет Джо Джексону». Такое решение не работало, и он стал ещё более сердитым и угрожал Орек насилием. Наконец Ламберт сказала A&M, что она и Орек оставят работу над видео, если они не скажут Джо Джексону, что его дочь была застрахована.
Ситуация ухудшилась позже во время съемок. A&M сказали Ламберт, что они хотят видеть больше белых людей в концертном зале. Повсюду было много зрителей, но просто поменять их расположение в зале и попросить кого-нибудь покинуть зал оказалось трудной задачей. В конечном счете люди начали понимать, что происходит, и становились сердитыми. Ламберт сказала представителю лейбла, что она не может продолжать работу из-за возможности потасовки в зале, и тогда он вышел и объяснил всё аудитории, после чего они закончили съемки.

## Живые выступления
Джексон исполняла песню во всех её турах, за исключением Janet World Tour. В 1990 году она открывала с этой песней её первый тур Rhythm Nation 1814 Tour. Номер начинался с Джексон, появляющейся из-под сцены на стальном лифте, напоминающем нефтяную платформу. Она появлялась в тумане и начинала петь песню. Песня была исполнена как часть попурри вместе с «The Pleasure Principle», «Nasty» и «Throb» во время The Velvet Rope Tour в 1998 году. Попурри на шоу 11 октября 1998 года в Нью-Йорке, в Мэдисон-сквер-гарден, было показано во время специальной трансляции на канале HBO — The Velvet Rope: Live in Madison Square Garden. Номер также представлен на DVD-релизе с записью тура The Velvet Rope Tour – Live in Concert 1999 года. Во время All for You Tour в 2001 и 2002 «Control» была исполнена в попурри с «What Have You Done for Me Lately» и «Nasty». Дениз Шеппард из Rolling Stone сказал, что этот номер был «другим фаворитом толпы; возможно, лучше всего это назвать как 'горькая' часть ночи», также добавив, что «эта певица, выступающая на сцене в течение 28 лет, знает, что хочет зритель, и дает ему это». Последний концерт турне прошёл 16 февраля 2002 года на стадионе Aloha Stadium на Гавайях и был показан на HBO. Это запись позже вышла на DVD Janet: Live in Hawaii.
4 декабря 2006 года Джанет открывала Billboard Music Award с номером «Control» / «The Pleasure Principle» / «So Excited». Свой первый тур за семь лет, Rock Witchu Tour, Джанет решила открывать с попурри из песен «The Pleasure Principle», «Control» и «What Have You Done for Me Lately». После интерлюдии Джексон с прической в стиле ирокез выходит на сцену, сопровождаемая фейерверком и дымом, и исполняет попурри. В рамках промокампании своей второй компиляции Number Ones певица исполнила восьмиминутный номер из шести хитов на премии American Music Awards 2009. Номер состоял из «Control», «Miss You Much», «What Have You Done for Me Lately», «If», «Make Me» и заканчивался с «Together Again». Выступление было встречено аплодисментами и овациями от аудитории.

## Использование в медиа и кавер-версии
В 1990 году Филиппинская Баскетбольная Ассоциация перепела песню. Их версия использовалась телеканалом People’s Television Network в качестве саундтрека для финальных титров после игры, когда показывали повторы основных и важных моментов Филиппинского Чемпионата по баскетболу. Это была седьмая игра чемпионата 1990 года между командами Presto Tivolis и Purefoods Hotdogs, Presto Tivolis выиграли со счетом 115-96.
Семпл вводной речи «Control» был использован в песне Кайли Миноуг «Too Much of a Good Thing» c её альбома 1991 года Let's Get to It.
В 2011 году песня была включена в музыкальную игру Dance Central, которая использует Kinect для игры на Xbox 360. Песня также была включена в список Зала славы рок-н-ролла — 500 песен, которые сформировали рок-н-ролл.
Актёры сериала Хор перепели песню в эпизоде третьего сезона Hold on to Sixteen, когда трио «Новые горизонты» исполняли песни семьи Джексон. Дианна Агрон открывала песню, а основные вокальные партии спели Даррен Крисс и Кевин Макхейл.

## Список композиций
| U.S. and European 7" single A. «Control» (edit) — 3:26 B. «Fast Girls» — 3:18 U.S. and European 12" single A1. «Control» (extended version) — 7:33 B1. «Control» (dub version) — 5:55 B2. «Control» (a cappella) — 3:55 UK 7" single A. «Control» (edit) — 3:26 B. «Pretty Boy» — 6:32 | UK 12" single A1. «Control» (extended version) — 7:33 A2. «Control» (edit) — 3:26 B1. «Control» (dub version) — 5:55 B2. «Pretty Boy» — 6:32 Australian 12" single A1. «Control» (video mix) — 7:33 B1. «Control» (dub version) — 5:55 B2. «Control» (a cappella) — 3:55 |

## Официальные версии / ремиксы
- Album version — 5:53
- A cappella — 3:56
- Design of a Decade US edit — 5:15
- 7" edit — 3:26
- Extended mix — 7:33
- Dub version — 5:55
- Video mix — 6:02
- Video mix edit — 4:35

## Чарты
| Чарт (1986/1987)                     | Место |
| ------------------------------------ | ----- |
| Australian Kent Music Report         | 82    |
| Belgian Singles Chart (Flanders)     | 20    |
| Canadian Singles Chart               | 18    |
| Dutch Top 40                         | 12    |
| New Zealand Singles Chart            | 16    |
| UK Singles Chart                     | 42    |
| U.S. Billboard Hot 100               | 5     |
| U.S. Billboard Hot R&B/Hip-Hop Songs | 1     |
| U.S. Billboard Hot Dance Club Play   | 1     |

### Годовые чарты
| Итоговый чарт (1987)   | Место |
| ---------------------- | ----- |
| U.S. Billboard Hot 100 | 37    |